# Harbottle
Harbottle är en ort och civil parish i Storbritannien.   Den ligger i grevskapet och kommunen Northumberland i riksdelen England, i den centrala delen av landet, 400 km norr om huvudstaden London. Harbottle ligger 148 meter över havet och antalet invånare är 256.
Terrängen runt Harbottle är kuperad norrut, men söderut är den platt. Harbottle ligger nere i en dal. Runt Harbottle är det ganska glesbefolkat, med 29 invånare per kvadratkilometer. Närmaste större samhälle är Rothbury, 12,8 km öster om Harbottle. Trakten runt Harbottle består i huvudsak av gräsmarker.